# Moloch

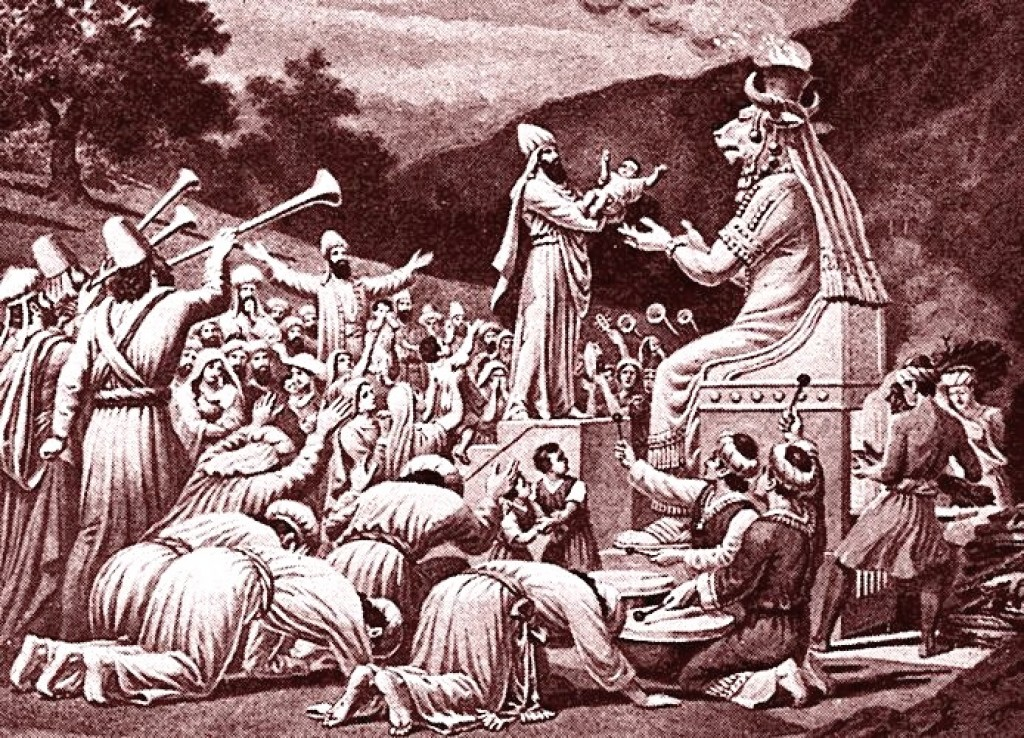
Az ókorban megjelent Moloch kultusza idején, olykor gyermekeket is áldoztak a Kidron-patak völgyében, mely a Hinnom (Gehenna) völgye, a Tófetnek nevezett kultikus helyen: „tűzbe küldték”, azaz áldozati ajándékként elégették őket

Moloch, Molok, vagy Mólek (a héber melek, azaz „király” szó megfelelője, az eltérő írásmód valószínűleg a korabeli föníciai kiejtést tükrözi; LXX és Vg: Moloch), Fönícia nemzeti istene, tágabban az alvilág istene.
Egy mlk nevű istenség már a Kr. e. 21-20. században feltűnik malkum alakban.
Kr. e. 1850 körül a mari szövegekben szó van egy muluk nevű istenség szentélyéről; 3 szöveg Malik asszír istent azonosítja Nergallal, a pokol asszír-babilóniai istenével. Az ugariti szövegekben szerepel egy mlkm nevű isten, aki az ammoniták főistenével, Milkómmal (2Sám 12,30; 1Kir 11,5.33; 2Kir 23,13; Szof 1,5; Jer 49,1.3) azonos. A név alapján Melkarttal is párhuzamosítható vagy akár azonosítható.

## A zsidóknál
A Kr. e. 8-7. században Izraelben is megjelent Moloch kultusza (2Kir 23,10; Jer 32,35), olykor gyermekeket is áldoztak neki a zsidók, a Kidron-patak völgyében, mely a Hinnom (Gehenna), a Tófetnek nevezett kultikus helyen: „tűzbe küldték”, azaz áldozati ajándékként elégették őket (2Kir 16,3; 17,17; 21,6; 2Krón 33,6; Ez 16,21; 20,26.31) .
Hinnom fiának völgyében tömjént gyújtott, sőt saját fiait is megégette a tűzben, azoknak a nemzeteknek iszonyú szokása szerint, amelyeket az Úr elűzött Izrael fiai elől.  Áldozatot mutatott be, és tömjént gyújtott a magaslatokon, halmokon és minden lombos fa alatt.
A kultusz főleg az északkeleti és a keleti sémi népek körében élt, innen vehették át más törzsek is. A törvény tiltotta ezt a kultuszt (Lev 18,21; 20,2-5), mert Jahve áldozatkészséget kíván, az emberáldozat azonban utálattal tölti el (Ter 22; Bír 11,30-40).